# Sanguem
Sanguem är en ort i Indien.   Den ligger i distriktet South Goa och delstaten Goa, i den sydvästra delen av landet, 1 500 km söder om huvudstaden New Delhi. Sanguem ligger 26 meter över havet och antalet invånare är 6 119.
Terrängen runt Sanguem är kuperad åt sydost, men åt nordväst är den platt. Runt Sanguem är det ganska tätbefolkat, med 72 invånare per kvadratkilometer. Närmaste större samhälle är Curchorem, 6,0 km nordväst om Sanguem. I omgivningarna runt Sanguem växer huvudsakligen savannskog.